# Nick Giaquinto
Nick Giaquinto é um ex-jogador profissional de futebol americano estadunidense.

## Carreira
Nick Giaquinto foi campeão da temporada de 1982 da National Football League jogando pelo Washington Redskins.